# Tsivoka testaceipes
Tsivoka testaceipes là một loài bọ cánh cứng trong họ Cerambycidae.